# Oliveira do Hospital
Oliveira do Hospital (oli'vɐiɾɐ du ɔʃpi'taɫ) è un comune portoghese di 22 112 abitanti situato nel distretto di Coimbra.

## Società

### Evoluzione demografica
| Popolazione di Oliveira do Hospital (1801 – 2004) | Popolazione di Oliveira do Hospital (1801 – 2004) | Popolazione di Oliveira do Hospital (1801 – 2004) | Popolazione di Oliveira do Hospital (1801 – 2004) | Popolazione di Oliveira do Hospital (1801 – 2004) | Popolazione di Oliveira do Hospital (1801 – 2004) | Popolazione di Oliveira do Hospital (1801 – 2004) | Popolazione di Oliveira do Hospital (1801 – 2004) | Popolazione di Oliveira do Hospital (1801 – 2004) |
| ------------------------------------------------- | ------------------------------------------------- | ------------------------------------------------- | ------------------------------------------------- | ------------------------------------------------- | ------------------------------------------------- | ------------------------------------------------- | ------------------------------------------------- | ------------------------------------------------- |
| 1801                                              | 1849                                              | 1900                                              | 1930                                              | 1960                                              | 1981                                              | 1991                                              | 2001                                              | 2004                                              |
| 727                                               | 9616                                              | 27324                                             | 26030                                             | 26287                                             | 23554                                             | 22584                                             | 22112                                             | 21901                                             |

## Freguesias
- Aldeia das Dez
- Alvoco das Várzeas
- Avô
- Bobadela
- Ervedal e Vila Franca da Beira
- Lagares da Beira
- Lagos da Beira e Lajeosa
- Lourosa
- Meruge
- Nogueira do Cravo
- Oliveira do Hospital e São Paio de Gramaços
- Penalva de Alva e São Sebastião da Feira
- Santa Ovaia e Vila Pouca da Beira
- São Gião
- Seixo da Beira
- Travanca de Lagos